# Rychle a zběsile (film)

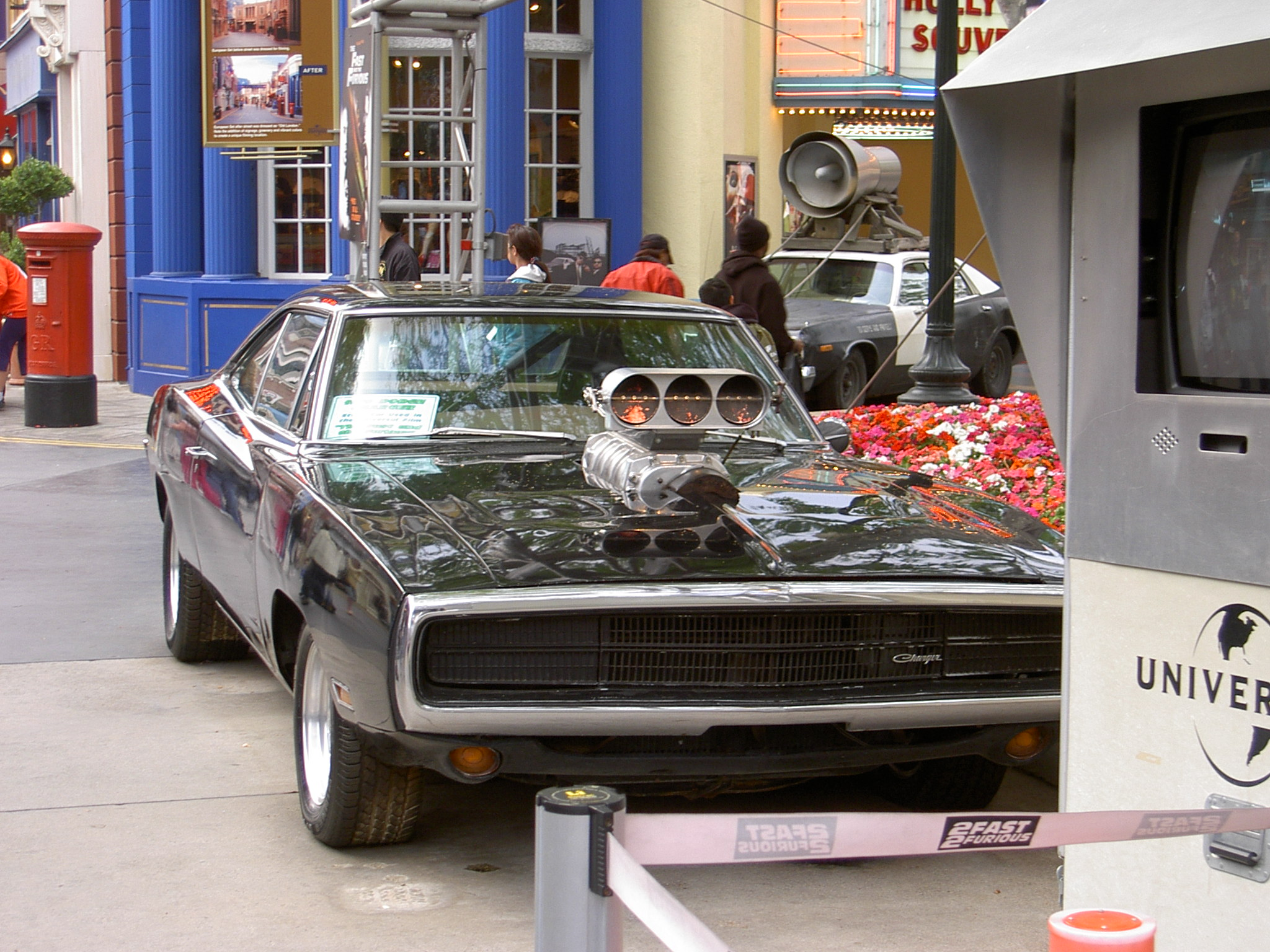
Dodge Charger z prvního dílu

Rychle a zběsile je první díl ze stejnojmenné americké filmové série Rychle a zběsile (Fast and Furious). Film je o pouličním závodění, tuningu a loupežích. Režisérem filmu je Rob Cohen, scenář napsali Gary Scott Thompson, Erik Bergquist a David Ayer. Ve filmu hraji Paul Walker, Vin Diesel, Michelle Rodriguez, Jordana Brewster, Rick Yune, Chad Lindberg, Matt Schulze, Ted Levine, Ja Rule, Thom Barry, Noel Gugliemi, Reggie Lee a Rob Cohen.

## Děj
Mladý policista Brian O'Coner se snaží proniknout mezi pouliční závodníky, protože policie má podezření, že ti stojí za přepadeními kamionů s elektronikou. Místní závodnickou elitu vede Dominic. Brian se pokusí jeho důvěru získat tím, že vyhraje závod, bohužel však prohraje. Dominicovu přízeň si však získá záchranou před policejním zásahem. Za tento čin se dostane do Dominicovy party a zamiluje se do jeho sestry. Všichni v partě si Briana oblíbí až na Vince, který ho podezřívá ze špionáže. Dom ho naučí závodit a přihlásí ho do Pouštních válek, což je přebor amatérských závodníků. Brian s Domem zatím postavili nadupanou Toyotu Supru mk4 Twin turbo s 1000 koňskými silami, která rozhodně není pomalá. Právě při nich ale vyjde najevo, že Dom má loupeže opravdu na svědomí. Ale natrefí na řidiče kamionu, který je ozbrojený a tak většina gangu je zraněná. Po návratu je Dom zklamaný z Brianovy zrady, ale netuší, že Brian už dávno stojí na jeho straně. Navíc nohsledi jednoho závodníka zastřelí člena gangu, protože odmítl vydat prohranou Jettu. Když se pomstí, rozdají si Dom s Brianem poslední závod. Dom ale se svým Chargerem těžce havaruje. Brian mu dá klíčky od své Supry mk4 a nechá ho utéct.